# Jugendstrafanstalt Ichtershausen
Die Jugendstrafanstalt Ichtershausen (JSA Ichtershausen) war eine Justizvollzugsanstalt im Ortsteil Ichtershausen der Gemeinde Amt Wachsenburg in Thüringen. Sie war bis zu ihrer Schließung am 7. Juli 2014 für den Strafvollzug an männlichen Gefangenen im Alter von 14 bis 18 Jahren zuständig.

## Geschichte
Die Strafanstalt entstand ab dem Jahre 1877 auf dem Areal eines ehemaligen Zisterzienserinnenklosters und des Alten Schlosses, welches zu einem Landesgefängnis umgebaut wurde. Bis zum Jahre 1903 waren in dem Gefängnis männliche und weibliche Erwachsene sowie jugendliche Gefangene untergebracht. In den Jahren von 1903 bis 1953 war die Anstalt ausschließlich für männliche erwachsene Gefangene zuständig. In der Zeit des Nationalsozialismus war das Landesgefängnis, das für 500 Insassen konzipiert war, mit 634 Gefangenen überbelegt, vor allem durch politische Häftlinge. 
Ab 1953 wurde das Gefängnis von der DDR als Strafvollzugseinrichtung für Jugendliche, sogenanntes Jugendhaus, für den Bezirk Erfurt genutzt. 1992 wurde die Anstalt geschlossen. 
Von 1993 bis 1997 aufwändig unter Einsatz von 8 Millionen DM renoviert und umgestaltet. Seitdem war sie bis zu ihrer Schließung Vollzugsanstalt für 220 Jugendliche. Die Jugendstrafanstalt verfügte über insgesamt 220 Haftplätze, wovon 200 im geschlossenen und 20 im offenen Vollzug waren. Diesen standen 145 Bedienstete gegenüber. 
Am 14. August 2009 wurde mit dem Neubauvorhaben der Jugendstrafanstalt Arnstadt mit angegliederter Jugendarrestanstalt in Arnstadt-Rudisleben begonnen, welches die baulich veraltete und sanierungsbedürftige Jugendstrafanstalt in Ichtershausen nebst Zweiganstalt Weimar ersetzen sollte und zur dauerhaften Nutzung mit Haftplätzen für 340 Häftlinge im Alter von 14 bis 24 Jahren konzipiert wurde. Die Bausumme der neuen Jugendstrafanstalt wurde mit 73 Millionen Euro veranschlagt. Der Umzug von Ichtershausen nach Arnstadt fand am 7. Juli 2014 statt.

## Besonderheiten
- Im Jahr 2000 wurde unter der Regie von Rolf Teigler in der Jugendstrafanstalt Ichtershausen der Dokumentarfilm Outlaws  gedreht, der mehrere internationale Auszeichnungen bekam.
- Von 2000 bis 2003 halfen die Insassen der Jugendstrafanstalt bei der Sanierung der Dorfkirche St. Gangolf im Ortsteil Rehestädt.
- Die Band Absurd nahm in den Jahren 1994–1995, während die Bandmitglieder dort wegen Mordes eine Haftstrafe verbüßten, unter dem Bandnamen in Ketten ein Album auf.[2][3]